# Serraca grisearia
Serraca grisearia là một loài bướm đêm trong họ Geometridae.